# Vanessa Marques
Vanessa Marques Malho (* 12. April 1996 in Lyon) ist eine portugiesische Fußballspielerin. Sie steht derzeit bei Sporting Braga unter Vertrag und spielt seit 2012 für die portugiesische Nationalmannschaft.

## Karriere

### Vereine
Vanessa Marques begann ihre Karriere beim Vilaverdense FC. Später spielte sie dann für den Valadares Gaia FC, ehe sie ab der Saison 2016/17 bei Sporting Braga zum Einsatz kam. Im Sommer 2020 wechselte sie dann zum ungarischen Verein Ferencváros Budapest. Nach nur einer Saison kehrte sie wieder zu Sporting Braga zurück.

### Nationalmannschaft
Marques spielte zunächst für die portugiesische U-19-Mannschaft, für die sie erstmals am 13. März 2012 bei einem Spiel gegen Wales im Rahmen der Qualifikation zur U-19-Fußball-Europameisterschaft der Frauen 2012 zum Einsatz kam.
Für die portugiesische Nationalmannschaft spielte sie erstmals am 19. September 2012 bei einem Spiel gegen Dänemark im Rahmen der Qualifikation zur Fußball-Europameisterschaft der Frauen 2013. Bei der Fußball-Europameisterschaft der Frauen 2017 kam sie in zwei Spielen zum Einsatz. Außerdem spielte sie beim Algarve-Cup 2018 für die Nationalmannschaft und wurde bei der Fußball-Europameisterschaft der Frauen 2022 in einem Spiel eingewechselt.